# Михаил Христовски
Михаил Христовски (Михали Ристовски, Христидис) е български революционер, деец на „Охрана“ през Втората световна война.

## Биография
Михаил Христовски е роден в костурското село Черешница, днес Поликерасо, Гърция. По време на италианската окупация на Гърция през февруари 1943 година властите въоръжават местна чета начело с Михаил Христовски. Негов подвойвода първо е Кирил Зеков, а после Костадин Сулев. По-късно същата година Михаил Христовски е екзекутиран.